# Communauté de communes Meuse et Semoy
Die Communauté de communes Meuse et Semoy ist ein ehemaliger französischer Gemeindeverband mit der Rechtsform einer Communauté de communes im Département Ardennes in der Region Grand Est. Sie wurde am 16. Dezember 1999 gegründet und umfasste neun Gemeinden. Der Verwaltungssitz befand sich im Ort Monthermé.

## Historische Entwicklung
Mit Wirkung vom 1. Januar 2017 fusionierte der Gemeindeverband mit der Communauté de communes Portes de France und bildete so die Nachfolgeorganisation Communauté de communes Vallées et Plateau d’Ardenne.

## Ehemalige Mitgliedsgemeinden
1. Bogny-sur-Meuse
2. Deville
3. Haulmé
4. Les Hautes-Rivières
5. Joigny-sur-Meuse
6. Laifour
7. Monthermé
8. Thilay
9. Tournavaux